# La Mille et Deuxième Nuit
Pour les articles homonymes, voir La Mille et Deuxième Nuit (homonymie).
La Mille et Deuxième Nuit est un livret d’opéra-comique en un acte de Jules Verne, écrit sans doute vers 1850. Il n'aurait pas été représenté du vivant de Verne.
La pièce a néanmoins été programmée à l’Opéra-Comique en 1856 sur une musique probablement due à Aristide Hignard, composition qui n’a pas été retrouvée.

## Argument
Shéhérazade feint d'avoir perdu la mémoire, triomphe du sultan, favorise les desseins amoureux de sa sœur et évite les menaces de mort qui pèsent sur elle.

## Personnages
- Le sultan de Perse
- La sultane Schéhérazade
- Dinarzade, sa sœur
- Hassan, jeune kalendar, favori du sultan

## Critiques et commentaires
Aucun élément interne ne permet de dater la pièce. On peut conjecturer que la rédaction se situe dans la seconde moitié des années 1850, quand on sait que l'amitié de Jules Verne et d'Aristide Hignard s'est poursuivie bien au-delà (pour mémoire, la croisière de 1861 en Norvège, au moment de la naissance de Michel Verne). Il faut aussi reconnaître à la pièce une réelle maîtrise de conception qui contraste avec la gaucherie de nombre d'autres essais dramatiques. On peut même affirmer que ce texte, avec Monsieur de Chimpanzé et Monna Lisa, se constitue en une trilogie « archaïque », annonciatrice de mainte spécificité récurrente des futurs Voyages extraordinaires. C'est bien dans la première moitié des années 1850 qu'a été conçu ce texte : car il ne porte aucune trace, dans sa problématique d'ensemble, du texte fondamental d'Edgar Poe, The Thousand-and-Second Tale of Scheherazade.
C'est évidemment par la traduction d'Antoine Galland, publiée de 1704 à 1719, que le jeune Verne avait pris connaissance des Mille et Une Nuits. La fascination pour la symbolique des nombres aidant, d'autres écrivains ont rêvé d'une hypothétique mille deuxième nuit ; Horace Walpole, à qui l'on doit le légendaire Château d'Otrante de 1750, en a proposé une très irrespectueuse version dans l'un de ses Contes hiéroglyphiques. Et surtout, c'est Edgar Poe qui, dans un conte non traduit par Baudelaire mais publié dans la revue L'Illustration en 1856, imagine une imprudente Schéhérazade se mêlant de raconter à son terrible époux, un huitième voyage de Sindbad.
On remarquera à tout le moins quelle lecture sagace Jules Verne a su mener quant aux significations masquées du récit-cadre des Nuits, et ce, un bon siècle avant les belles interprétations psychanalytiques d'un Bruno Bettelheim, selon lequel Schéhérazade pratiquerait sur son mari une cure de restauration psychique, consistant à lui « raconter des histoires » jusqu'à le guérir de sa folie. Chez Jules Verne, la conteuse passe en quelque sorte le relais à son époux, l'invite à achever lui-même, sur le plan du réel, c'est-à-dire du référent, une « histoire », dont le début était précisément emprunté à ce réel imprévisible et contingent ; histoire de démontrer qu'un conte n'a de valeur que s'il est vecteur de structuration bénéfique à la personnalité de qui l'écoute. À cet égard, ce petit livret d'opéra-comique n'est nullement une œuvrette divertissante.
En 1856, la pièce devait être jouée à l'Opéra-Comique. Nous ne savons pas si Aristide Hignard avait composé la musique de cet opéra-comique, mais, a priori, la partition devait être prête, puisque la pièce était programmée. La composition d'Hignard n'a pas été retrouvée.
En mars 2023, la Compagnie Lyrique Les Monts du Reuil a proposé une version de La Mille et Deuxième Nuit avec la musique de Lucien Poujade, dans une mise en scène d'Hélène Clerc-Murgier et Louison Costes.